# Château de Rosersberg
Le château de Rosersberg est situé dans la commune de Sigtuna à une quarantaine de kilomètres au nord de Stockholm en Suède. Il est aujourd'hui l'une des onze résidences officielles de la famille royale de Suède. Il est ouvert au public en été.

## Histoire

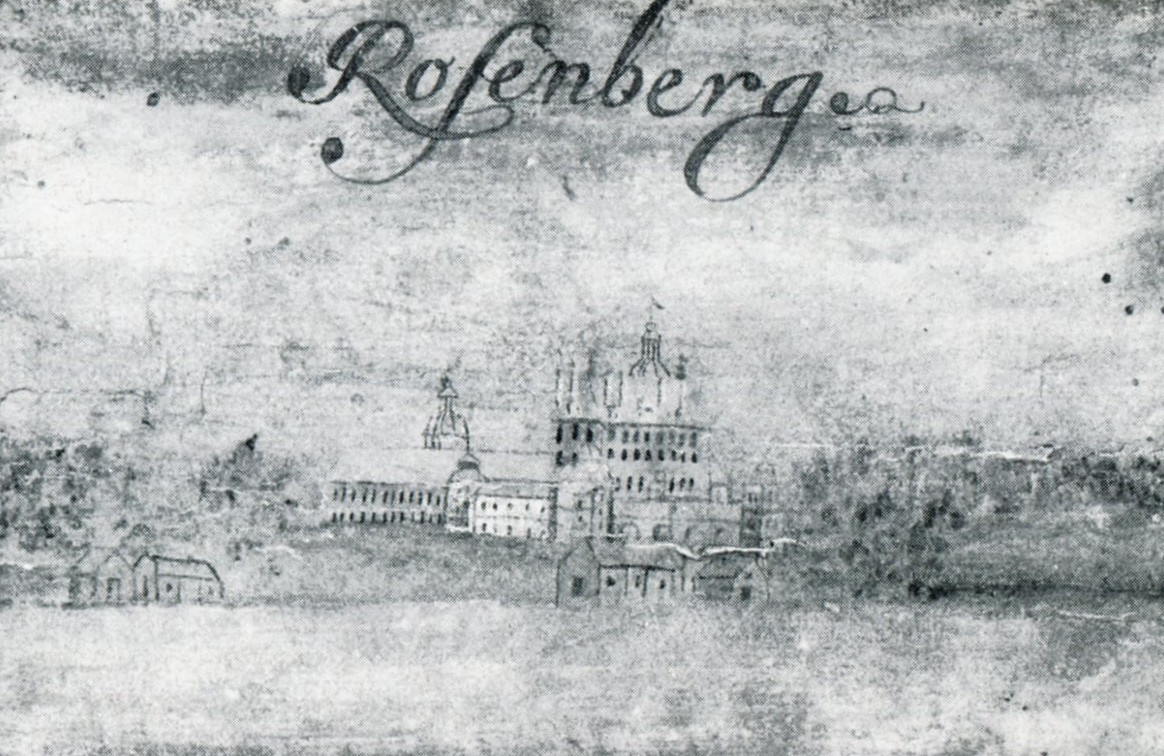
Dessin de Carl Gripenhielm en 1689.

Le château de Rosersberg est construit entre 1634 et 1638 à l'initiative du ministre des Finances Gabriel Bengtsson Oxenstierna.
Pendant la deuxième moitié du XVIIe siècle, le château est modernisé sous l'impulsion de Nicodème Tessin le Jeune. En 1757, l'état suédois s'en porte acquéreur, et c'est le jeune prince Charles de Södermanland (le futur roi Charles XIII) qui en obtient la jouissance. C'est ainsi que le château de Rosersberg devient résidence royale. Le roi Charles XIV Jean est toutefois le dernier souverain à y résider, avec son épouse la reine Désirée. Au tout début du XIXe siècle, de nouveaux aménagements sont réalisés, c'est notamment à cette époque que sont créés les salons orange et rouge.
En 1870, une unité de l'armée suédoise, l'école de tir de l'infanterie (Infanteriets skjutskola) s'installe au rez-de-chaussée et dans les ailes du château. En 1962, la direction de la sécurité civile (Civilförsvarsstyrelsen) prend sa place, puis en 1984 c'est au tour de l'administration des secours d'urgence de l'État (Statens räddningsverk). Les locaux sont vidés en 2006, et à l'été 2008 l'hôtel et centre de conférence de Rosersberg ouvre ses portes. On y trouve tout d'abord un café et des chambres d'hôtes.
Le château de Rosersberg est l'une des onze résidences officielles de la famille royale de Suède. Il appartient à l'état suédois, tandis que le roi en détient le droit d'usage. Il est classé monument historique (byggnadsminne) depuis 1935. D'importants travaux de rénovation des façades ont eu lieu à partir de 2004. Le château est ouvert au public pendant les mois d'été.

## Galerie

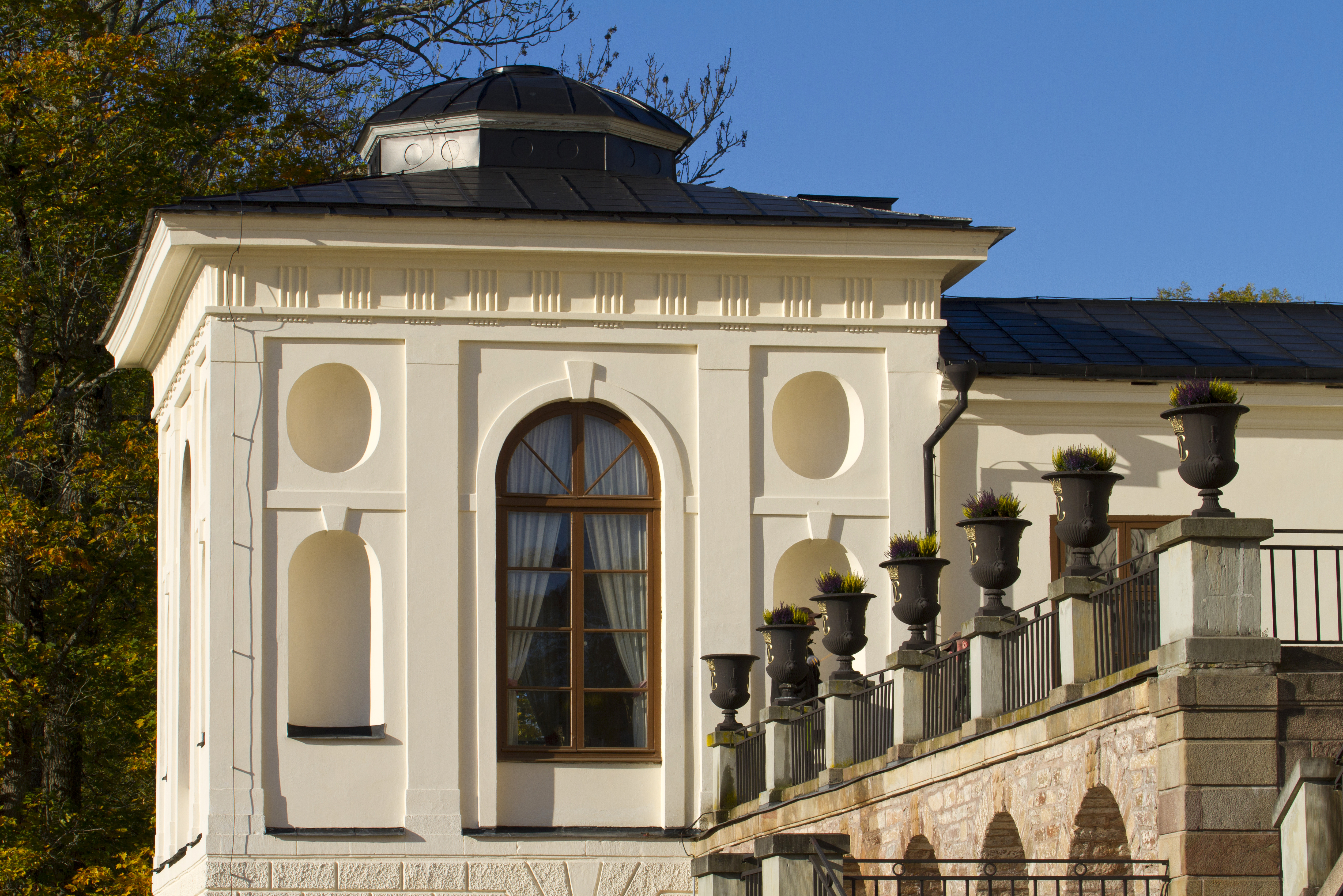
L'aile ouest (détail).
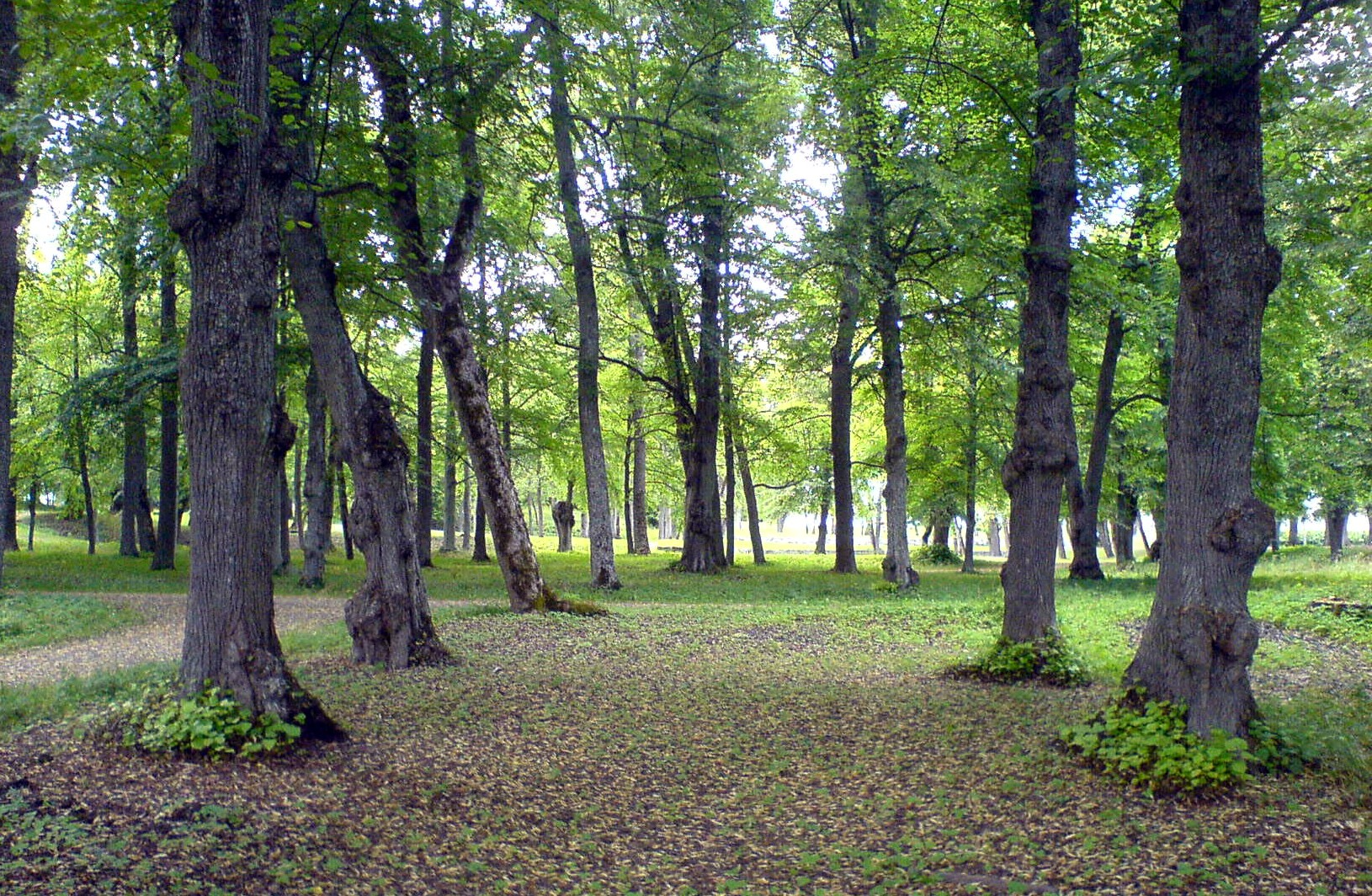
Le parc.
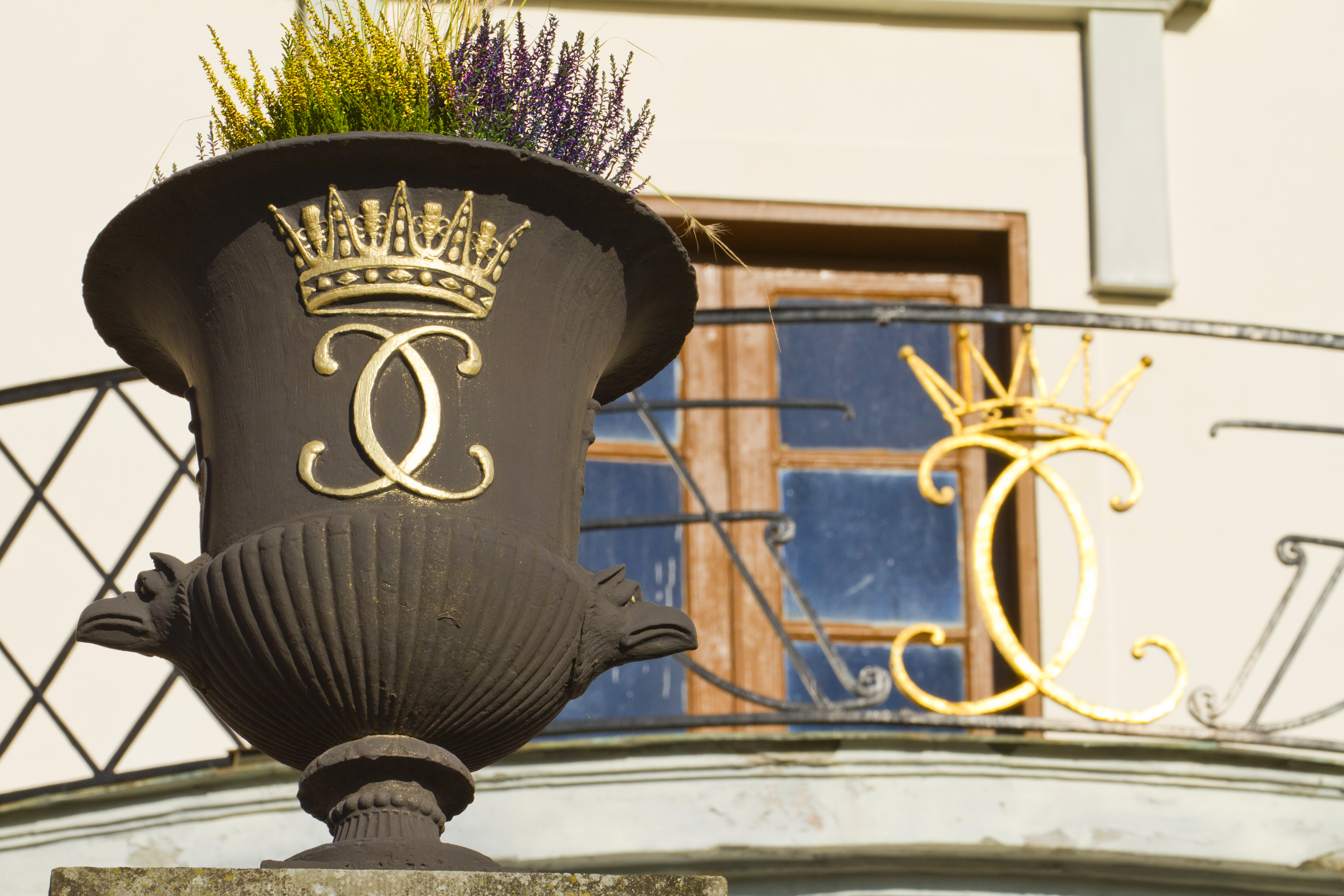
Vase et garde-corps ornés de l'emblème royal.